# Maxim Rudenko
Maxim Rudenko, né le 12 octobre 1979 à Kiev, est un coureur cycliste ukrainien. 

## Palmarès
- 2000
  - 3e du Trophée Raffaele Marcoli
- 2001
  - Trophée Luciano Pasinetti
  - Trophée Betttini
- 2002
  - Parme-La Spezia
  - Medaglia d'Oro Città di Monza
  - 2e de la Coppa Caduti Nervianesi
- 2003
  - Milan-Tortone
  - 5e étape du Tour du Frioul-Vénétie julienne
  - 3e du Tour du Frioul-Vénétie julienne
  - 3e du championnat d'Ukraine sur route
- 2005
  - 3e de la Neuseen Classics

## Résultats sur les grands tours

### Tour d'Italie
1 participation
- 2004 : 133e

## Classements mondiaux
| Année           | 2005 | 2006 |
| --------------- | ---- | ---- |
| UCI Europe Tour | 562e | 897e |